# Універсальна дискримінантна модель

## Сутність моделі
Проблему неможливості використання закордонних методик у практиці оцінювання фінансового стану українських підприємств, спробував вирішити вітчизняний  економіст О. Терещенко. Він розробив універсальну дискримінантну  функцію, яка є   оптимальною для діагностики ризику банкрутств українських підприємств, оскільки на його думку, оптимальна дискримінантна функція повинна враховувати всі складові фінансового стану: ліквідність, прибутковість, оборотність, структуру майна, капіталу тощо.
Вона має такий вигляд:
Z = 1,5 Х 1  + 0,08 Х 2  + 10 Х 3  + 5 Х 4  + 0,3 Х 5  + 0,1 Х 6
де
- Х 1  – Cash Flow / зобов’язання;
- Х 2  – валюта балансу/ зобов’язання;
- Х 3  – чистий прибуток/ баланс;
- Х 4  – чистий прибуток/ виручка;
- Х 5  – виробничі запаси/ виручка;
- Х 6  – виручка/основний капітал.

Для обчислення коефіцієнта X1 використовується показник Cash Flow, який характеризує величину чистих грошових потоків, які утворюються в результаті операційної та інвестиційної діяльності й залишаються в розпорядженні підприємства в певному періоді.

## Інтерпретація результатів моделі
Отримані результати після обрахунків можна інтерпретувати так:
- Z>2 – підприємство вважається фінансово стійким і йому не загрожує банкрутство;
- 1<Z<2 – фінансова рівновага порушена, але за умови переходу підприємства на антикризове управління банкрутство йому не загрожує;
- 0<Z<1 – підприємству загрожує банкрутство, якщо воно не здійснить санаційних заходів;
- Z<0 – підприємство є напівбанкрутом.

## Особливості моделі
Дискримінантна модель О.Терещенка має наступні переваги:
- простота у розрахунку;
- розроблена на використанні вітчизняних статистичних даних й враховує галузеві особливості підприємства;
- за рахунок використання різноманітних модифікацій базової моделі до підприємств різних видів діяльності вирішує проблему визначення критичних значень показників, які є індикатором імовірності банкрутства підприємства конкретної галузі.

Однак дана методика не є досконалою і має свої недоліки:
- у  ній  зроблено  акцент  на  зменшенні  помилкового віднесення  фінансово  неспроможних  підприємств  до  групи  стійких. Така асиметричність має на меті убезпечити інвестора від ризикового вкладання коштів,  але  знижує  точність прогнозу  в  цілому.
- широкий  інтервал невизначеності. Дані такого прогнозування є вельми суб’єктивними і не дають підстав для практичних висновків.

Таким чином, чим універсальнішою є модель, тим менший її рівень точності. Практика вимагає впровадження методологічних підходів, які є не стільки універсальними і простими, скільки ефективними.

## Див.також
- страхування
- Банкрутство
- Актуарні розрахунки
- Діагностика банкрутства страхової компанії